# Johns Hopkins Inlet
Das Johns Hopkins Inlet ist eine Bucht an der Mündung des Johns-Hopkins-Gletschers im Panhandle im Südosten von Alaska. Sie liegt im Glacier-Bay-Nationalpark südlich des Tarr Inlets.
1893, als der Grand-Pacific-Gletscher noch deutlich weiter in die Glacier Bay ragte als heute, wurde die Bucht vom United States Geological Survey „Reid Inlet“ benannt. Mit dem Rückzug des Gletschers in den folgenden Jahrzehnten teilte sich die Bucht in zwei Arme auf: das Tarr Inlet im Norden und die weiterhin Reid Inlet genannte Bucht westlich davon. Mit dem weiteren Rückzug des Johns-Hopkins-Gletschers und der damit einhergehenden Verlängerung der Bucht wurde die namentliche Verbindung zum weiter südlich gelegenen, in den Hauptarm der Bucht mündenden Reid-Gletscher immer weniger sinnvoll und 1954 entschied das Board on Geographic Names die Änderung auf den heute gebräuchlichen Namen „Johns Hopkins Inlet“.